# Емілія Ґубітозі
Емілія Ґубітозі (італ. Emilia Gubitosi; 3 лютого 1887, Неаполь, Королівство Італія — 17 січня 1972, Неаполь, Італія) — італійський композитор, хормейстер, музикознавець і музичний педагог.

## Біографія
Народилася в Неаполі 3 березня 1887 року в сім'ї Самуеле Ґубітозі і Філомени, уродженої Аббамонте. Музичну освіту здобула в Консерваторії Сан-П'єтро-а-Мажелла, де навчалася композиції і гармонії у Ніколи Д'Арієнцо і Камілло Де Нардіса і гри на фортеп'яно у Беньяміно Чезі. Під час навчання познайомилася зі скрипалем Альберто Кучі, з яким надалі Ґубітозі тривалий час співпрацювала. У 1906 році вона стала першою жінкою в Королівстві Італія, котра захистила диплом із композиції. У той час жінкам для того, щоб професійно займатися написанням музики, був потрібний спеціальний дозвіл від держави. Перед тим, як завершити музичну освіту, Ґубітозі деякий час займалася концертною діяльністю на батьківщині і за кордоном. Рівночасно, вона писала, пробуючи себе в різних жанрах — від опери до творів камерної та вокально-інструментальної музики, від симфонічних до хорових композицій.
Крім композиції та концертних виступів, Ґубітозі також займалася педагогічною діяльністю і музикознавством. З 1914 по 1957 рік вона працювала викладачем теорії музики і сольфеджіо в консерваторії Святого Петра в Маєлла. У 1922 році вона вийшла заміж за музиканта Франко Мікеле Наполітано, в співавторстві з яким нею були підготовлені і видані численні підручники з теорії музики. У 1919 році в Неаполі, спільно з Сальваторе Ді Джакомо, вона заснувала Музичну асоціацію імені Алессандро Скарлатті, якою згодом керувала разом із чоловіком. Головною метою асоціації була популяризація неаполітанської музики і музичної культури, в основному епохи бароко, не виключаючи виконання і творів сучасних італійських і європейських композиторів. При асоціації композитор також керувала співочої школою і хором, надалі співпрацювала з оркестром під керівництвом її чоловіка.
Творча спадщина композитора включає численні твори симфонічної, камерної та вокальної музики. У своїх творах, написаних під впливом італійської та французької музичних культур, вона майже не приділяла уваги експерименту. Найвідомішою оперою Ґубітозі є «Нада Дельвіг», написана нею в Неаполі 1907 році. Прем'єра опери відбулася на сцені театру Мабелліні в Пістойї 16 липня 1910 року. Найвідомішими інструментальними творами композитора є концерт для фортеп'яно і струнних соль мажор (1917), «Соната в білому мінорі» для жіночих голосів і малого оркестру (1936), Ноктюрн для оркестру (1941). Померла в Неаполі 17 січня 1972 року. Похована поруч з чоловіком на кладовищі в Анакапрі. Надгробок для неї в формі органної труби був виконаний архітектором Роберто Пане.

## Аудіозаписи
- Emilia Gubitosi. «Concerto pour piano et orchestre» (1917) на YouTube — Емілія Ґубітозі. «Концерт для фортеп'яно та оркестру» (1917) у виконанні оркестру під керівництвом Петера Мааґа і піаніста Серджіо Фьорентіно.